# Human Influence Index
De Human Influence Index (HII) of menselijke invloedsindex is een maatstaf die de directe menselijke invloed op ecosystemen aantoont met behulp van acht metingen van de menselijke aanwezigheid.

## Doel
De Human Influence Index geeft een actueel beeld  van antropogene effecten op het milieu. De informatie uit de index kan worden gebruikt bij de planning van natuurbehoud, het beheer van natuurlijke hulpbronnen en onderzoek naar interacties tussen mens en milieu.

## Gebruikte maatregelen
De acht maten die worden gebruikt bij het berekenen van de HII zijn:
- Bevolkingsdichtheid / km2
- Score van spoorwegen
- Score van hoofdwegen
- Score van bevaarbare rivieren
- Score van kustlijnen
- Score van Nighttime Stable Lights-waarden
- Stedelijke polygonen
- Landbedekkingscategorieën (stedelijke gebieden, geïrrigeerde landbouw, regengevoede landbouw, andere soorten bedekking, waaronder bossen, toendra en woestijnen)

## Waarden
HII-waarden variëren van 0 tot 64. De nulwaarde vertegenwoordigt geen menselijke invloed en 64 vertegenwoordigt de maximale menselijke invloed die mogelijk is met behulp van alle 8 metingen van menselijke aanwezigheid. 